# Stichting Buma Cultuur

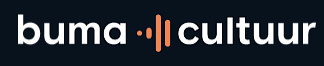
Logo Buma Cultuur

Stichting Buma Cultuur (bis 2006 Stichting Conamus)  ist eine Institution zur Förderung niederländischer Musik.

## Stiftungsinhalt
Die Stiftung wurde 1962 unter dem bis 2006 geltenden Namen „Conamus“ gegründet von John de Mol sr., dem Vater von John  und Linda de Mol. Ziel von Conamus, heute Buma Cultuur, ist es, die Nutzung niederländischer Musik sowohl in den Niederlanden selbst als auch im Ausland zu fördern. Zu diesem Zweck führt die Organisation – zusammen mit zahlreichen Partnern im In- und Ausland – Projekte durch, die der niederländischen Musik zugutekommen, und wird von der niederländischen Urheberrechtsorganisation BumaStemra unterstützt.
Buma Cultuur organisiert jährliche Veranstaltungen wie das Amsterdam Dance Event, das Noorderslag Festival (Bestandteil von Eurosonic Noorderslag), den „Dag van de Nederlandse Jazz“ und den „Muzikantendag“. Sie nimmt auch an internationalen Musikkonferenzen teil, um den Export niederländischer Musik zu fördern.

## Namensgebung
Bis 2006 hieß die Organisation Stichting Conamus (die Abkürzung von COmité voor Nederlandse AMUSementsmuziek; deutsch etwa: „Committee für niederländische Unterhaltungsmusik“). Die Abkürzung Buma steht für „Bureau voor Muziek“.
Bis zum 1. März war Jerney Kaagman die Direktorin der Stiftung; ab dem 4. Mai 2009 übernahm Frank Helmink die Leitung.

## Preisvergaben
Neben zahlreichen Beteiligungen an Radio- und Fernsehsendungen, Compact-Disk-CD-Veröffentlichungen usw. zur Förderung der niederländischen Musik vergibt Buma Cultuur (auch in Zusammenarbeit mit Partnern) auch mehrere Preise an Künstler, die sich um die niederländische Musik verdient gemacht haben.

### Harpen Gala
Während der „Harpen Gala“ wurden jährlich im Frühjahr, ab 2006 als Buma-Award, für das Vorjahr folgende Preise vergeben:
- Gouden Harp (de: Goldene Harfe) – Oeuvrepreis für einen Künstler, der einen bedeutenden Beitrag zur niederländischen Musik geleistet hat, seit 1962
- Zilveren Harp (de: Silberne Harfe) – Förderpreis für angehende Künstler, von 1969-2011 (1972 nicht vergeben).[1]

### Weitere Preise
Daneben wurden in Zusammenarbeit weiter Preise vergeben:
- Buma Exportprijs (deutsch Buma Exportpreis) – eine Auszeichnung für den niederländischen Künstler, der international am erfolgreichsten war.
- Radio 2 Zendtijdprijs (deutsch Radio 2 Sendezeit Preis) – Dieser Preis wurde in Zusammenarbeit mit NPO Radio 2 im Rahmen der „Gala van het Nederlandse Lied“ an Künstler von 2000-2008 verliehen, die über einen langen Zeitraum hinweg am häufigsten auf Radio 2 zu hören waren und somit eine große und dauerhafte Bedeutung für die niederländische Musik hatten.
- Popprijs (de: Pop-Preis) – für die Gruppe oder den Künstler, der im vergangenen Jahr den größten Beitrag zur niederländischen Popmusik geleistet hat. Der Preis wird jährlich während des Noorderslag-Festivals verliehen.
- Annie M.G. Schmidtprijs (de: Annie-M.G.-Schmidt-Preis) – Seit 1991 wird dieser Preis im Rahmen des Amsterdams Kleinkunst Festival als Auszeichnung für das beste Kabarettlied verliehen
- Buma Toonzetters Prijs – (de: Buma-Komponisten-Preis) Preis für die beste neue niederländische Komposition des vergangenen Jahres
- Sena Performers POPnl Award – Preis für junge Poptalente aus allen Provinzen
- Willem Wilminkprijs (de: Willem-Wilmin-Preis) – Auszeichnung für das beste Kinderlied.

### Buma Awards
Seit 2006 wurden Preise im Rahmen der sogenannten Buma Awards vergeben; ab 2014 wurde weitere Veränderungen vorgenommen:

„De Buma Awards worden ieder jaar in het voorjaar uitgereikt. Tijdens een feestelijk gala worden componisten, tekstdichters en hun muziekuitgevers geëerd met een Buma Award in diverse categorieën. De Buma Awards Nationaal en Internationaal zijn voor de componisten en tekstschrijvers van de meest gedraaide en bestverkochte singles in het afgelopen jaar.
Naast de populariteitsprijzen, worden er ieder jaar ook een aantal juryprijzen uitgereikt. Zo gaat de Lennaert Nijgh Prijs naar de beste tekstdichter, de Gouden Harp naar de persoon die veel betekend heeft voor de Nederlandse muziek en wordt de Lifetime Achievement Award uitgereikt aan een componist die uitzonderlijk en langdurig gepresteerd heeft.“

„Die Buma Awards werden jedes Jahr im Frühjahr verliehen. Im Rahmen einer festlichen Gala werden Komponisten, Textautoren und ihre Musikverleger mit einem Buma Award in verschiedenen Kategorien geehrt. Die Buma Awards National und International sind für die Komponisten und Texter der meistgespielten und meistverkauften Singles des vergangenen Jahres.
Neben den Publikumspreisen werden jedes Jahr auch eine Reihe von Jurypreisen vergeben. So geht der Lennaert-Nijgh-Preis an den besten Texter, die Goldene Harfe an die Person, die der niederländischen Musik viel bedeutet hat, und der Preis für das Lebenswerk wird an einen Komponisten verliehen, der außergewöhnlich und lange Zeit gespielt hat.“

Im Gegensatz zur Harpen Gala werden die Preise nun nur noch an einen Preisträger pro Jahr ausgegeben. Die Zilverne Harp wird nicht mehr verliehen. 2017 traten neue Preise hinzu:
- Buma International Brass Award, internationaler Preis für Blasinstrumente
- Buma Classical Award für Klassische Musik